# بختیار حاجیف
بختیار الیاس اوغلو حاجیف (ترکی آذربایجانی: Bəxtiyar İlyas oğlu Hacıyev; زاده ۱۹۸۲ – ) یک فعال و وبلاگ نویس آذربایجانی است که از سال ۲۰۱۱ تا ۲۰۱۲ به اتهام فرار از خدمت سربازی به زندان محکوم شده‌است. زندانی شدن او مورد اعتراض بسیاری از سازمان‌های حقوق بشری قرار گرفت.